# Stachyanthus devredii
Stachyanthus devredii är en tvåhjärtbladig växtart som beskrevs av Raymond Boutique. Stachyanthus devredii ingår i släktet Stachyanthus och familjen Icacinaceae. Inga underarter finns listade i Catalogue of Life.